# Wコウジ
Wコウジ（ダブルコウジ）とは、今田耕司と東野幸治の2人がタッグを組んだユニットを示す名称。2人ともピン芸人であり、コサキン同様正式なコンビではない。「Wコージ」と記されることもある。

## メンバー
- 今田 耕司（いまだ こうじ　1966年3月13日（59歳） - ）
- 東野 幸治（ひがしの こうじ　1967年8月8日（58歳） - ）

## 概要
名称の由来は、今田・東野が若手の頃、朝日放送の「ABCホリデーワイド」にて2人コントをすることになった際、吉本新喜劇の脚本を手がけている大工富明が勝手に「Wコウジ」というスーパーを表示したことによる。若手時代からダウンタウンの番組に多く出演していた。
正式にコンビとして活動しているわけではなく、あくまでもピン芸人2人によるユニットである。ダウンタウンはもちろん、志村けん、ビートたけし、明石家さんま、タモリ、とんねるず、ウッチャンナンチャンの番組でも同じ役割を果たすなど、多くの番組にタッグで出演しており、2人でMCを務めた番組も多い。古くは1980年代後半から心斎橋筋2丁目劇場で開催されていた吉本の超若手芸人のライブイベント「2丁目jr.たんけんたい」（上部組織にダウンタウンと、ほぼ同期生クラスの芸人計6組が出演する「2丁目探検隊」があった）の司会進行をペアで務めていたこともある。最も共演が多かったのは1995年前後とみられ、テレビ番組『今田・東野のCMコウジ園』や『天使のU・B・U・G』などの多くが集中している。
1995年には、武内由紀子とともにEAST END×YURIのパロディーグループ「WEST END×YUKI」としてシングル「SO.YA.NA」含め、2枚のシングルとミニアルバムを発表した。「HEY!HEY!HEY! MUSIC CHAMP」の生放送スペシャルに出演した際には、武内由紀子が出演できなかったため、「WEST END」と自己紹介していた。
また、前年の1994年には大阪パフォーマンスドールのシングル「Lady Boy」にフィーチャリング参加している。
他に、池谷幸雄らとともにNHK『みんなのうた』で「チュンチュンワールド」という楽曲を歌ったこともある。
『やりすぎコージー』では、千原ジュニアが自分も含めて「トリプルコウジ」と自称することがある。
年齢は今田が東野の2歳上であるうえ、芸歴も今田が半年ほど先輩であることから、東野は今田を「おにいちゃん」「うちのアニキ」、今田は東野を「うちの弟」などと表現することがある。
2013年8月、ニッポン放送「今田耕司のオールナイトニッポンGOLD」では1999年9月以来、14年ぶりにこのタッグでパーソナリティを務めた。

## 評価
- 明石家さんまには「今田・東野というお笑い界の飛車角…」と言わしめた。
- ダウンタウンの松本人志は、2人が若手だった頃に「今田は安定型だからもう少し勢いが欲しい。東野は破滅型なので当たると飛ぶ」と芸風を評した。
- 辛口コラムニストとして有名なナンシー関も、若手時代から2人を高く評価しており、「舞台での立ち居振る舞いがとても教育されている」と評していた。

## 主なコント・ネタ

### コント
- 放課後電磁波クラブ - 『ごっつええ感じ』で披露されたコント。
- 馬場と猪木 - 『ごっつええ感じ』で披露された物真似漫談。
- 優しいお兄ちゃんとそうじゃないお兄ちゃん - 2丁目劇場時代に披露していたコント。
- 世話好きマン - 同じく2丁目劇場時代に披露していたコント。

## 現在の出演番組

### テレビ番組
特別番組
- やりすぎ都市伝説（テレビ東京）

### ウェブ番組
- 今田×東野のカリギュラ（Amazonプライム・ビデオ）[3][4]

## 主な過去の出演番組

### 過去のテレビ番組
- ラジオDEごめん（中京テレビ）
- 笑いの殿堂（フジテレビ）
- まっ昼ま王!!（テレビ朝日）
- ゲームカタログ2（テレビ朝日）
- ひらめけ!発明大将軍（日本テレビ）
- マジカル頭脳パワー!!（日本テレビ）[注 3]
- 今田・東野のCMコウジ園（日本テレビ）
- 快傑!コウジ園（日本テレビ）
- いろもん弐→いろもん参（日本テレビ）
- 行列のできる法律相談所（日本テレビ）[注 4]
- 即席!明るい改造計画（よみうりテレビ）
- 天使のU・B・U・G（フジテレビ）
- 冒冒グラフ（フジテレビ）
- oh!黄金サービス（フジテレビ）
- 今田耕司のシブヤ系うらりんご（フジテレビ）
- クイズ!渡る世間は金ばかり?!（テレビ朝日）
- FNSの日 1億2500万人の超夢列島 そのうち何とか23時間（フジテレビ）
- 新春かくし芸大会（1996年、フジテレビ）
- 爆走!ポンチーズ（テレビ朝日）
- 熱帯シナモンズ（TBS）
- 純情学園男組（朝日放送）
- タモリ倶楽部（テレビ朝日）
- 27時間チャレンジテレビ（テレビ朝日）[注 5]
- ぷらちなロンドンブーツ（テレビ朝日）[注 6]
- 志村けんのバカ殿様（フジテレビ）[注 7]
- らぶ衛門（テレビ朝日）
- ナイトinナイト木曜日・ナンバ壱番館（朝日放送）
- DAY BREAK（中部日本放送）
- 正解るんです（中部日本放送）
- 今田・東野の血が騒ぐ（中部日本放送）
- 名古屋が最高!（中部日本放送）
- 太郎と花子（中部日本放送）
- ネッパ者（中部日本放送）
- ノブナガ（CBC）
- 4時ですよーだ （毎日放送）
- 夕焼けの松ちゃん浜ちゃん（朝日放送）
- ダウンタウンのゆーたもん勝ち （毎日放送）
- ダウンタウンのごっつええ感じ （フジテレビ）
- 生生生生ダウンタウン （TBS）
- 摩訶不思議 ダウンタウンの…!?（朝日放送）
- ダウンタウン汁 （TBS）
- かざあなダウンタウン （テレビ朝日）
- ダウンタウンのガキの使いやあらへんで!!（日本テレビ）[注 8]
- 明石家マンション物語（フジテレビ）
- やりにげコージー→やりすぎコージー（テレビ東京）
- お笑い芸人どっきり王座決定戦スペシャル（フジテレビ）
- ザ・ドキドキどっきり （フジテレビ）
- 今年も生だよ芸人集合 笑いっぱなし伝説（テレビ東京）
- オールスター感謝祭'11秋 芸能界No.1決定戦SP（TBS）[注 9]
- KOZY'S NIGHT 負け犬勝ち犬（テレビ東京）
- 本能Z（CBC）
- 爆笑そっくりものまね紅白歌合戦スペシャル（フジテレビ）※今田は白組司会、東野は紅組司会。
  - ものまね王座決定戦（フジテレビ）
- ワイドナショー（フジテレビ）※東野はMC、今田は隔週コメンテーター

### 過去のラジオ番組
- MBSヤングタウン 金曜日 (1990年10月 - 1993年3月)
- パックインミュージック21 水曜第2部 (1992年10月 - 1993年9月)
- Come on FUNKY Lips! 水曜日 (1994年4月 - 1999年9月）
- 今田耕司のオールナイトニッポンGOLD（2013年8月30日）[注 10]